# Alfred Cassirer
Alfred Cassirer (* 29. Juli 1875 in Görlitz; † 11. Juli 1932 in Berlin) war ein deutscher Ingenieur, Unternehmer und Kunstsammler aus der Familie Cassirer.

## Leben

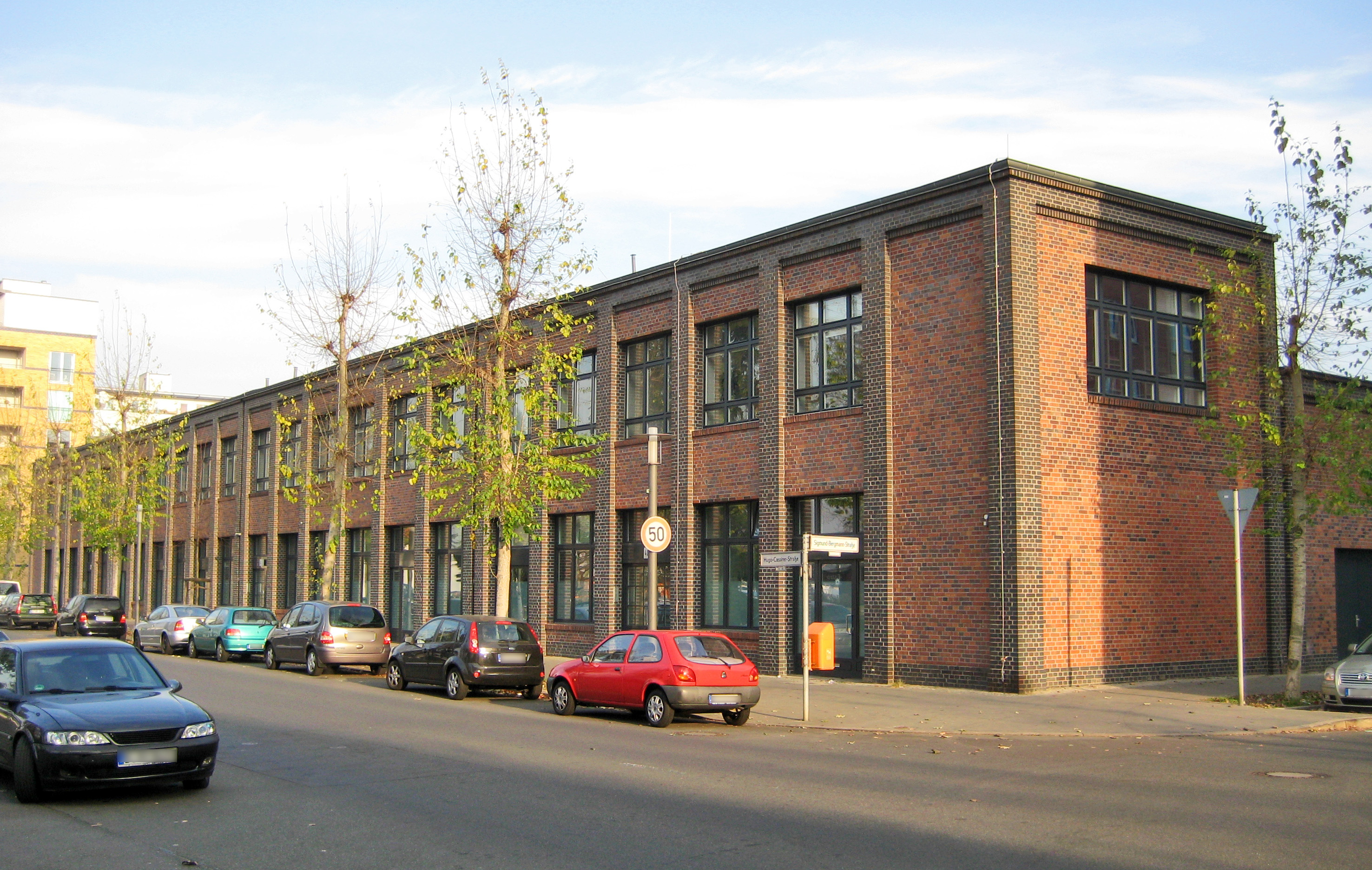
Ehemalige Werkshalle der Kabelwerk Dr. Cassirer und Co. AG, entworfen von Hans Poelzig (Nordseite, 2011)

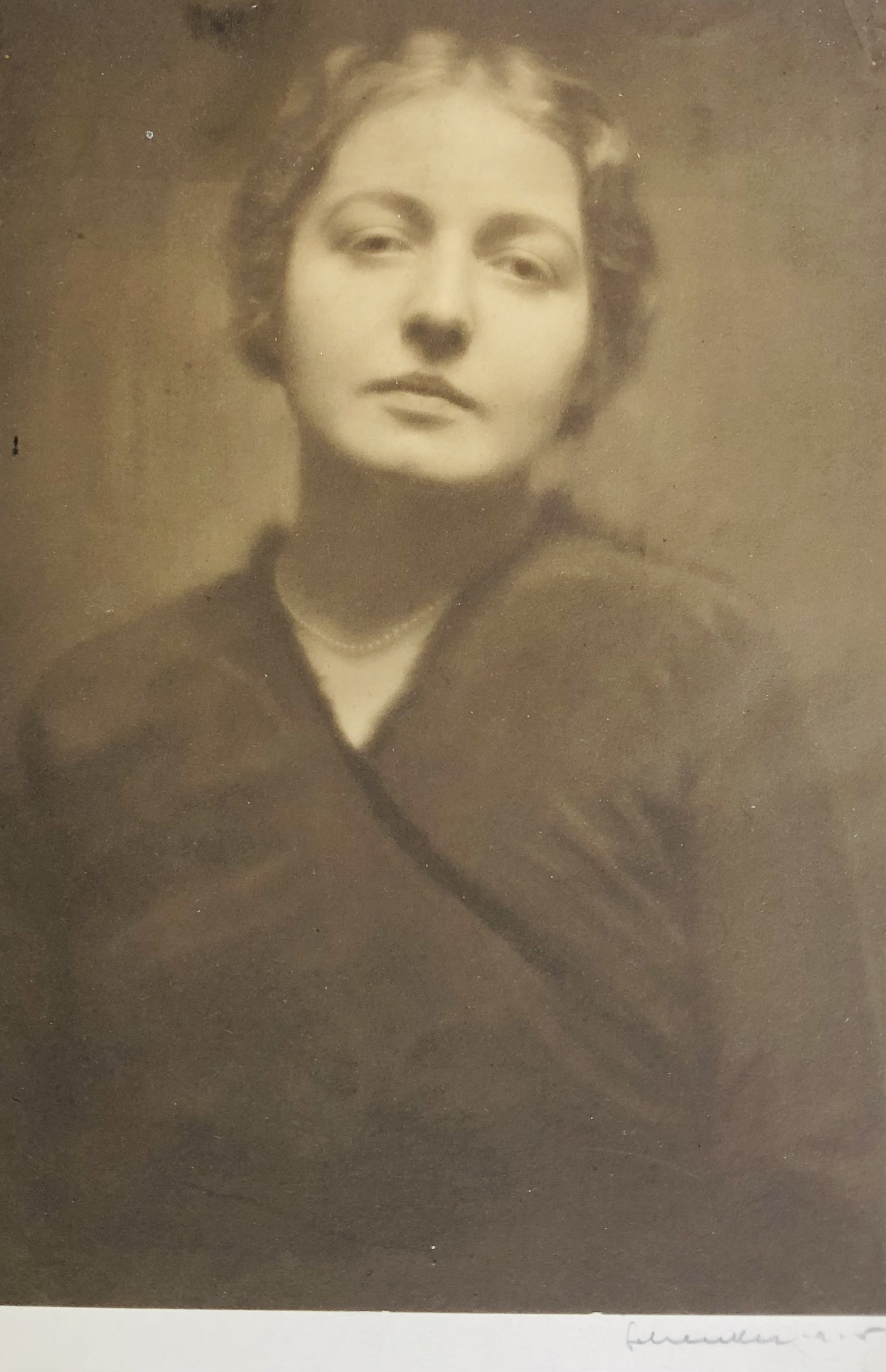
Hannah Cassirer geb. Sotschek,1915, Foto von Karl Schenker

Alfred Cassirer war der jüngste Sohn von Louis Cassirer sowie ein Bruder von Paul, Hugo und Richard Cassirer. Er war gemeinsam mit seinem Bruder Hugo und seinem Onkel Julius Cassirer Inhaber des Unternehmens Kabelwerk Dr. Cassirer und Co. in Berlin-Hakenfelde. Cassirer war auch zweiter Vertreter der Sektion I der Maschinenbau- und Kleineisenindustrie-Berufsgenossenschaft.
Er war auch aktiver Ballonfahrer, Mitbegründer des Kaiserlichen Aero-Clubs auf dem Flugplatz Johannisthal bei Berlin und gewann bei der Internationalen Wettfahrt 1908 mit seinem Ballon „Hewald“ in der Dauerfahrt den 1. Preis in der Klasse 3. Auch war er Mitgesellschafter der Motorluftschiff-Studiengesellschaft.
Am 15. Juli 1912 heiratete Alfred Cassirer Hannah geborene Sotschek (1887–1974), die nach der Scheidung um 1923 in zweiter Ehe Leo Blumenreich heiratete. Aus der Ehe ging die Philosophin Eva Cassirer (1920–2009) hervor.

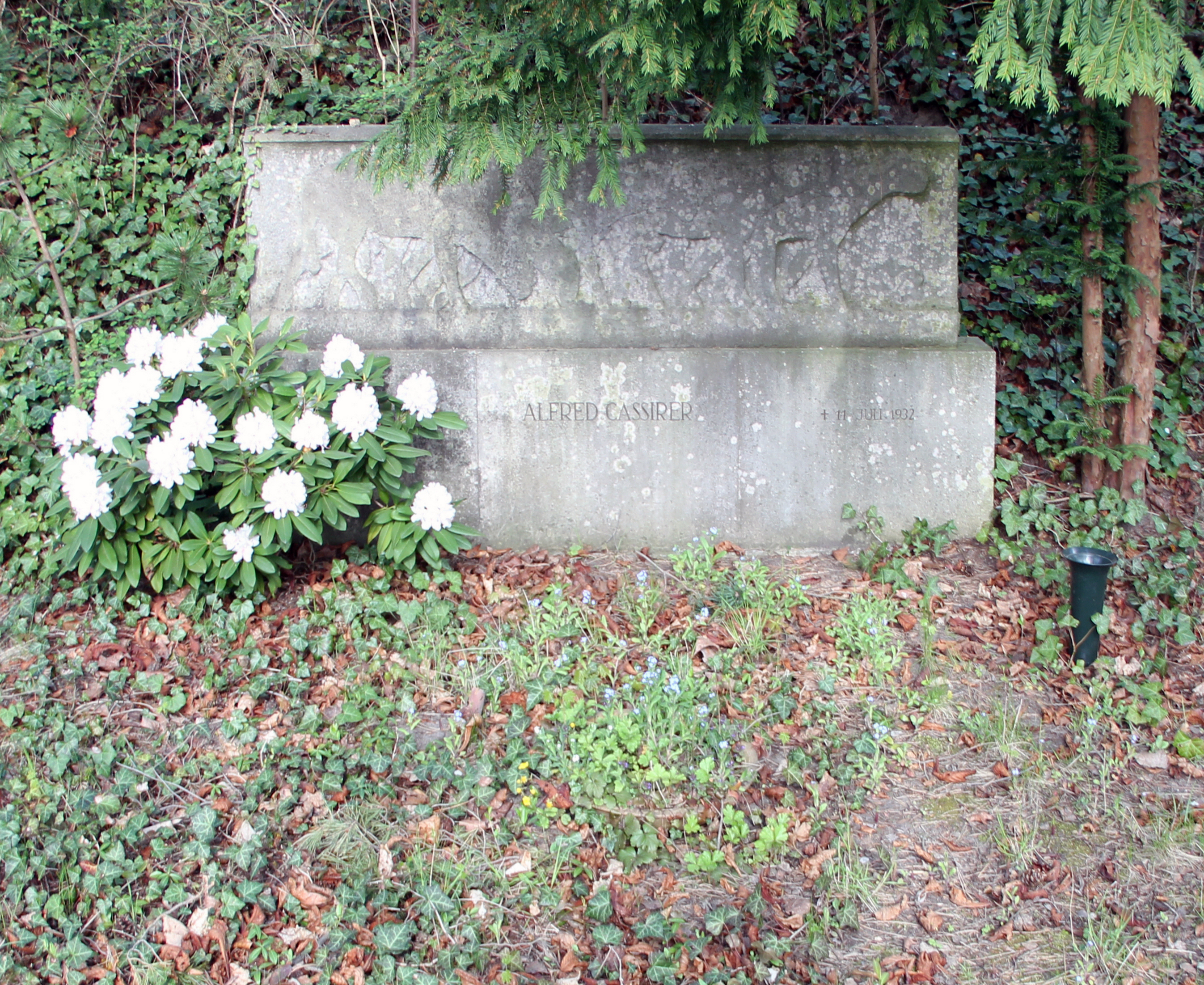
Grab von Alfred Cassirer auf dem Friedhof Heerstraße in Berlin-Westend

Alfred Cassirer starb zweieinhalb Wochen vor seinem 57. Geburtstag am 11. Juli 1932 in Berlin. Sein Grab befindet sich auf dem landeseigenen Friedhof Heerstraße in Berlin-Westend (Grablage: 5-C-3). Es lag damit in direkter Nachbarschaft zu der inzwischen aufgelösten Grabstätte Arthur Müllers. Das Grabdenkmal besteht aus einem schmucklosen Sockel, bestehend aus drei Werksteinen aus Muschelkalk, auf dem ein Flachrelief steht, das sechs weidende Schafe zeigt. Dieses Fries schuf die Firma Schleicher & Co. nach einer Zeichnung von August Gaul mit dem Titel „Schafe in der Campagna“.
Cassirer war Kunstsammler und verfügte testamentarisch, dass seine gesamte Sammlung an den Magistrat von Berlin zu geben sei, um sie dem Märkischen Museum als Dauerleihgabe zuzuführen. Ab März 1933 wurde sie im ersten Stockwerk des Ermelerhauses, einer Dependance des Märkischen Museums, Breite Straße 11 in Berlin-Mitte, in fünf Räumen präsentiert. Zu den ausgestellten Werken gehörten Zeichnungen von Adolph von Menzel, Arbeiten von Max Liebermann und Max Slevogt, Skulpturen von Ernst Barlach, Georg Kolbe und August Gaul. Zu den Hauptwerken der Sammlung gehörten Gemälde französischer Künstler wie Gustave Courbet, Édouard Manet, Claude Monet, Edgar Degas, Pierre-Auguste Renoir, Camille Pissarro, Alfred Sisley und Paul Cézanne.

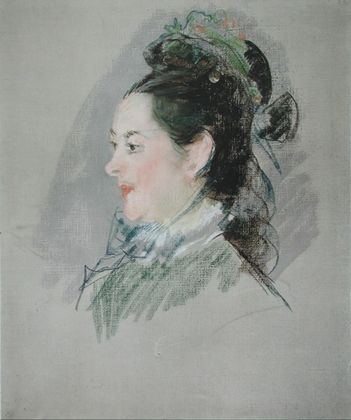
Édouard Manet: Femme au Chapeau à Brides, 1881, heute Baltimore Museum of Art
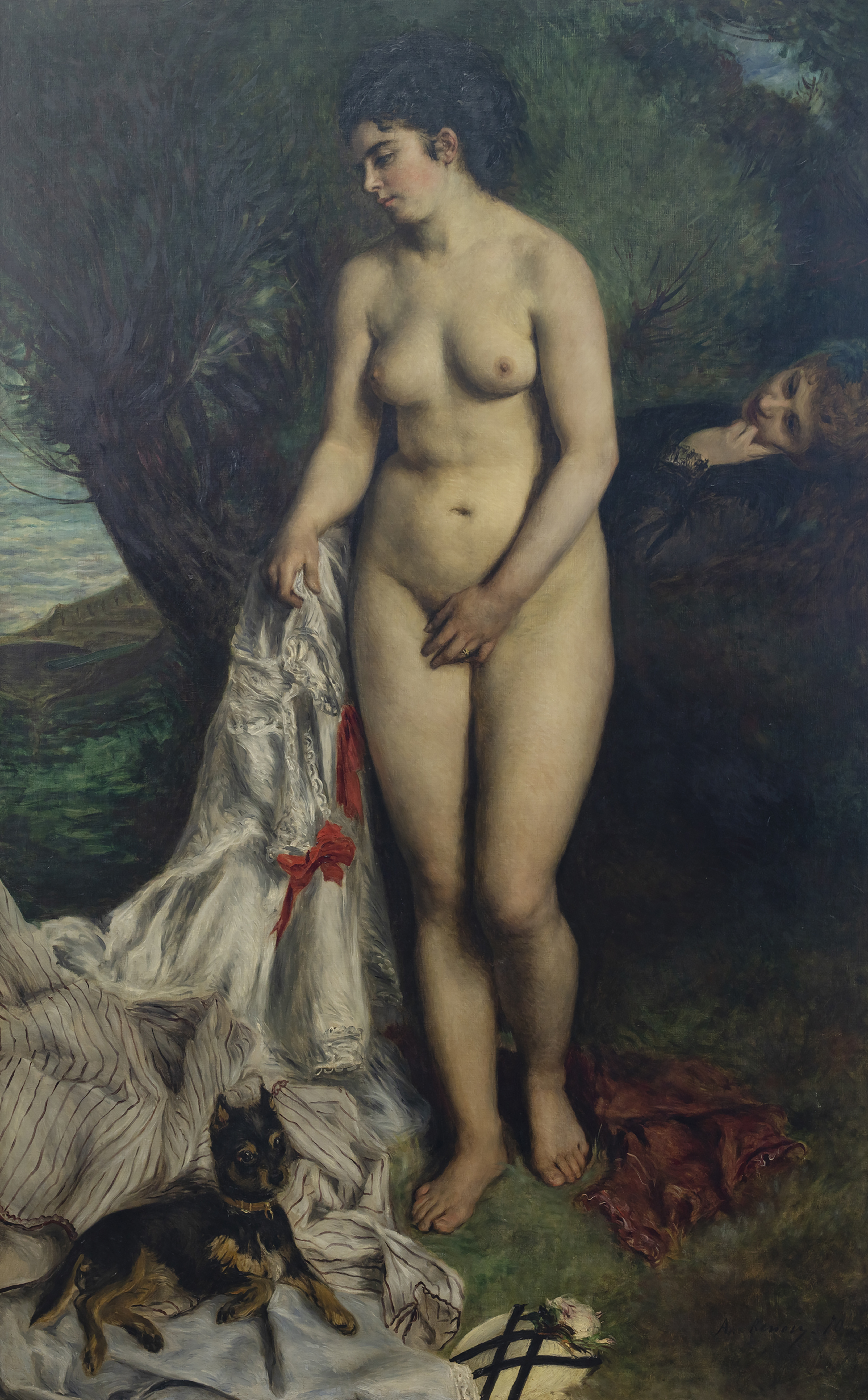
Pierre-Auguste Renoir: Badende, 1870, heute Museu de Arte de São Paulo